# UFC Brasil
UFC Brasil, também conhecido como UFC Ultilmate Brazil ou UFC 17.5 foi um evento de artes marciais mistas promovido pelo Ultimate Fighting Championship, ocorrido em 16 de outubro de 1998 no Ginásio da Portuguesa, em São Paulo, no Brasil. Foi o primeiro evento do UFC no país. Destaca-se a primeira aparição do lutador Pedro Rizzo e da luta entre Wanderlei Silva contra Vitor Belfort.

## História
O UFC Brasil foi a primeira aparição do UFC no Brasil, e o terceiro evento do UFC acontecer fora dos EUA, o UFC Brasil marcou o primeiro evento do UFC (exceto o UFC 9) a não utilizar o formato de torneios, que foi retirado no UFC 23 e abandonado completamente nos eventos seguintes. O evento contou com o primeira luta pelo Cinturão Peso Leve do UFC, como também luta pelo Título Peso Médio.
O UFC Brasil foi parte do que o UFC chama de "Caminho para o Título dos Pesados", um torneio ocorrendo em quatro eventos, para coroar o Campeão Peso Pesado do UFC após Randy Couture vagar seu cinturão.
O UFC Brasil marcou a primeira aparição de Pedro Rizzo, que se tornaria um lutador do topo da divisão dos pesados do UFC. O evento também com a primeira aparição do futuro Campeão Peso Médio do Pride Wanderlei Silva em uma luta contra futuro Campeão Meio-Pesado do UFC Vitor Belfort, ambos que se tornariam lendas do MMA, e que resultou em um impressionante nocaute rápido em apenas 44 segundos para Belfort.
O evento causou uma controversa devido a fato da bandeira brasileira ser representada de forma errada no material promocional. A bandeira é composta foi 26 estrelas na parte de baixo do círculo azul e uma estrela sozinha na parte de cima que simboliza o estado do Pará. Pelo contrário, o material promocional mostrou apenas 25 estrelas na metade de baixo e nenhuma estrela na metade de cima.

## Resultados
Nota 1 Pelo Cinturão Meio Pesado do UFC.

Nota 2 Pelo Cinturão Meio Médio do UFC.

## Ligações Externas
- Resultados do UFC Brasil no Sherdog.com
- Bastidores do UFC Brasil